# Philani
Philani Bhekizizwe Lancelot Kubheka (sinh ngày 18 tháng 5 năm 1979) là một cựu cầu thủ bóng đá người Nam Phi. Thời còn thi đấu, ông chơi ở vị trí tiền đạo, nổi tiếng với khả năng đi bóng lắt léo và tốc độ.
Năm 2005, ông chuyển tới Việt Nam thi đấu cho câu lạc bộ Becamex Bình Dương. Sau 8 năm gắn bó với Bình Dương, Philani trở về quê hương Nam Phi, tiếp tục thi đấu thêm 2 năm, đồng thời bắt đầu học bằng huấn luyện viên.
Philani từng là tuyển thủ U-20 Nam Phi.